# Leptoneta coreana
Leptoneta coreana là một loài nhện trong họ Leptonetidae.
Loài này thuộc chi Leptoneta. Leptoneta coreana được miêu tả năm 1969 bởi Paik & Namkung.